# Abai kistérség

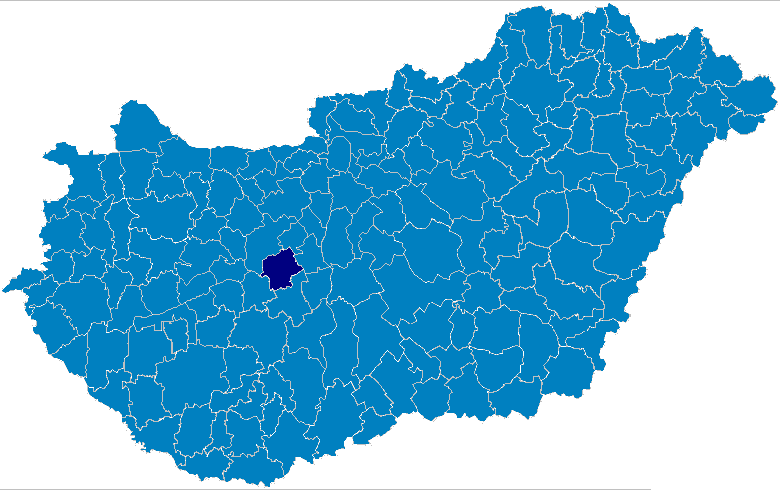
az Abai kistérség

Az Abai kistérség egy kistérség Fejér megyében, székhelye: Aba. Az egyetlen kistérség az országban, amelynek a székhelye nagyközség

## Települései
| Aba           | Csősz      | Káloz   | Sárkeresztúr | Sárosd |
| Sárszentágota | Seregélyes | Soponya | Tác          |        |